# ロッブリー駅
ロッブリー駅（ロッブリーえき、タイ語:สถานีรถไฟลพบุรี）は、タイ王国中部ロッブリー県ムアンロッブリー郡にある、タイ国有鉄道北本線の駅である。

## 概要
ロッブリー駅は、タイ王国中部ロッブリー県の県庁所在地で、人口約25万人が暮らすムアンロッブリー郡にある。クルンテープ駅（バンコク）からは132.81km地点に位置し、特急列車利用で2時間程度である。町の中心部に位置するため、利便性が良い。駅の正面側（西側）が市街地である。
この町はサルの町として知られており、毎年11月には猿祭りが開かれる。当駅プラットホームにも、金色に塗られた猿の大きな置物があり名物になっている。また実物のサルも、当駅では普通に見ることができる。クメール様式の古代建築が数多く存在するため、訪れる観光客で当駅も賑わっている。特にプラーン・サームヨート遺跡などは当駅より400m程度の距離であり、車窓から眺めることもできる。
一等駅で1日当たり40列車（20往復）の発着があり、特急停車駅でもある。当駅を境に北側は単線であるが、南側はバーンパーチー分岐駅までが複線区間である。

## 歴史
1897年3月26日にタイ官営鉄道最初の区間が、クルンテープ駅 - アユタヤ駅間に開業した。1900年12月21日に当初計画のナコンラチャシーマ駅まで完成した。この頃、北本線をチエンマイまで整備することになり、1901年4月1日に当駅まで完成し、終着駅として開業した。4年後の1905年10月31日にパークナムポー駅まで延長されたことにより中間駅となった。当駅開業の約21年後の1922年1月1日に、チエンマイ駅までの全通完成を見た。
- 1897年3月26日 【開業】クルンテープ駅 - アユタヤ駅 (71.08km)
- 1897年5月1日 【開業】アユタヤ駅 - バーンパーチー駅 (18.87km)
- 1901年4月1日 【開業】バーンパーチー駅 - ロッブリー駅 (42.86km)
- 1905年10月31日【開業】ロッブリー駅 - パークナムポー駅 (117.75km)

## 駅構造
単式及び島式1面の複合型ホーム2面2線をもつ地上駅であり、駅舎はホームに面している。

## 駅周辺

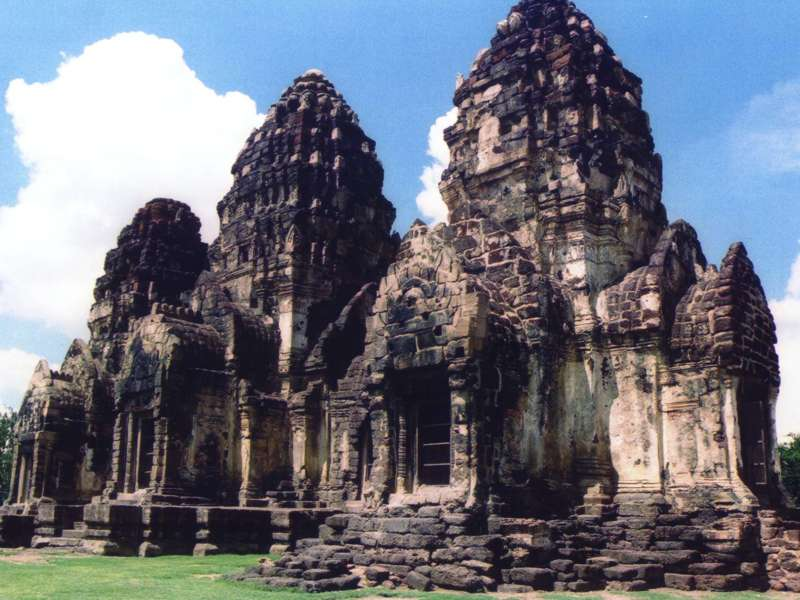
市内に残るクメール遺跡の1つプラーン・サームヨート

- プラーン・サームヨート遺跡 (400m)
- ロッブリーバスターミナル (2km)